# Allan Hills 77005
Allan Hills 77005 (également nommée Allan Hills A77005, ALHA77005, ALH77005 ou ALH-77005) est une météorite découverte en 1977 dans les collines d'Allan en Antarctique par l'institut national japonais de la recherche polaire et le programme américain de recherche de météorites en Antarctique. Elle est classée comme étant l'une des 222 météorites reconnues d'origine martienne.

## Découverte
Allan Hills 77005 a été découverte lors de l'une des premières campagnes de collecte de météorites menées en Antarctique à la fin des années 1970 par le professeur Keizo Yanai et son équipe. Elle est trouvée partiellement incrustée dans la glace sur le site des collines d'Allan.

## Description

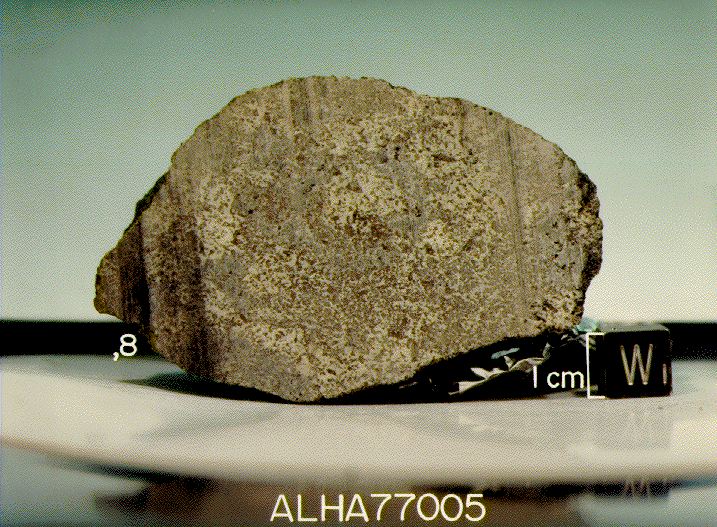
Vue intérieure de la météorite

### Description physique
Sa masse est de 482,5 g. Elle est de forme arrondie sur toutes ses faces, à l'exception de la face sud qui est partiellement fracturée. Une croûte de fusion de couleur sombre couvre environ 5 % de la surface de la météorite en petites plaques minces.

### Description pétrographique
Initialement classée comme étant de type achondrite, elle est ensuite classée comme étant de type shergottite,. Elle est composée d'olivine à 55 %, de pyroxene à 35 %, de maskelynite (en) à 8% et de 2% opaques. Sa minéralogie, sa texture et ses caractéristiques de choc la rapproche de LEW88516 et Y793605,. Elle est aujourd’hui classée comme étant l'une des 222 météorites d'origine martienne

## Datation et origine
Allan Hills 77005 se serait formée sur la planète Mars il y a 175 millions d'années. Elle aurait été exposée aux rayons cosmiques pendant environ 3 millions d'années, ce qui laisse supposer une éjection depuis Mars il y a environ 3,5 millions d'années. Son âge terrestre est quant à lui estimé  à 150 000 ans, grâce à la mesure des nucléides radioactifs produits par les rayons cosmiques auxquels elle a été exposée durant son séjour dans l'espace.

## Présence éventuelle de biosignatures
En Mars 2019, des chercheurs hongrois signalent une possible présence de biosignatures sur la météorite, détectée par un examen microscopique de sa microtexture et de sa morphologie ainsi que par l'observation de composés organiques minéralisés proches des ferrobactéries. Les résultats pourraient suggérer que la vie microbienne aurait pu exister sur Mars,.

### Ouvrages
- Kathy Sawyer, The Rock from Mars : A Detective Story on Two Planets, Random House, 2006, 394 p. (ISBN 1-4000-6010-9, lire en ligne )
- (en) Monica M. Grady, Catalogue of Meteorites, Londres, Natural History Museum, octobre 2000, 5e éd. (ISBN 978-0-521-66303-8 et 0521663032, présentation en ligne).

### Articles

#### Pétrographie
- (en) Harry Y.McSweenJr et al., « Petrogenetic relationship between Allan Hills 77005 and other achondrites », Earth and Planetary Science Letters, vol. 45,‎ novembre 1979, p. 275-284 (lire en ligne, consulté le 17 mai 2020).
- (en) Brian Mason, NASA, « Antarctic Meteorite Descriptions : 1976- 1977- 1978- 1979 », Antarctic Meteorite Newsletter, vol. 4, no 1,‎ février 1981 (lire en ligne [PDF], consulté le 16 mai 2020).
- (en) Marvin, Ursula B. et Brian Mason, NASA, « Classifications of Antarctic Meteorites : 1976 - 1982 », Antarctic Meteorite Newsletter, vol. 7, no 1,‎ février 1984 (lire en ligne [PDF], consulté le 16 mai 2020).
- (en) A. H. Treiman et al., « Comparison of the LEW88516 and ALHA77005 martian meteorites : Similar but distinct », Meteoritics, vol. 29, no 5,‎ septembre 1994, p. 581-592 (lire en ligne, consulté le 19 mai 2020).
- (en) Takashi Mikouchi et Masamichi Miyamoto (NIPR Symposium, held in 1999, at the National Institute of Polar Research), « Lherzolitic Martian meteorites Allan Hills 77005, Lewis Cliff 88516 and Yamato-793605 : Major and minor element zoning in pyroxene and plagioclase glass », Antarctic Meteorite Research, National Institute of Polar Research, no 13,‎ 2000, p. 256-269 (lire en ligne, consulté le 19 mai 2020).

#### Datation et origine
- (en) L. Schultz et M. Freundel, « Terrestrial ages of Antarctic meteorites », Abstracts and Program for the 47th Annual Meeting of the Meteoritical Society, Lunar and Planetary Institute,‎ 1984, p. 143 (lire en ligne, consulté le 19 mai 2020).
- (en) O. Eugster et al., « Two different ejection events for basaltic Shergottites QUE94201, Zagami and Shergotty (2.6 Ma ago) and Lherzolitic Shergottites LEW88516 and ALHA77005 (3.5 Ma ago) », Lunar Planet. Sci., Lunar Planetary Institute, vol. XXVII,‎ 1996, p. 345-346.

#### Biosignatures
- (en) Ildikó Gyollai et al., « Mineralized biosignatures in ALH-77005 Shergottite : Clues to Martian Life? », Open Astronomy, vol. 28,‎ 3 avril 2019, p. 32-39 (lire en ligne, consulté le 19 mai 2020).